# سید منصور رضوی
سید منصور رضوی (متولد ۱۳۳۱) سیاستمدار ایرانی‌است. او عضو اولین دوره شورای شهر تهران و نامزد نهایی هشتمین انتخابات ریاست‌جمهوری ایران (۱۳۸۰) بود.
او در دولت میرحسین موسوی، معاون نخست‌وزیر و در دولت هاشمی رفسنجانی، معاون رئیس‌جمهور بود. همچنین مدتی دبیری شورای عالی اداری کشور و ریاست شورای حقوق و دستمزد کارمندان دولت را بر عهده داشت.